# Quartier Gallière
Le quartier Gallière est un quartier du Mans. Il se situe entre la Porte de l'Océane et Coulaines, au Nord de la ville. Il est composé de résidences sur 1 à 3 étages, créées pour la plupart dans les années 1970.

## Infrastructures
Ce quartier est à proximité directe du stade Léon-Bollée. Il se situe en marge d'une ZIA (Zone industrielle et artisanale) et possède ses propres école/collège de la Madeleine. Le supermarché de Beauregard est quasiment le seul commerce du quartier. Il est au bord de la Sarthe, possède des espaces boisés. Sa partie Nord est composée d'un sous-quartier, le quartier de la Madeleine.

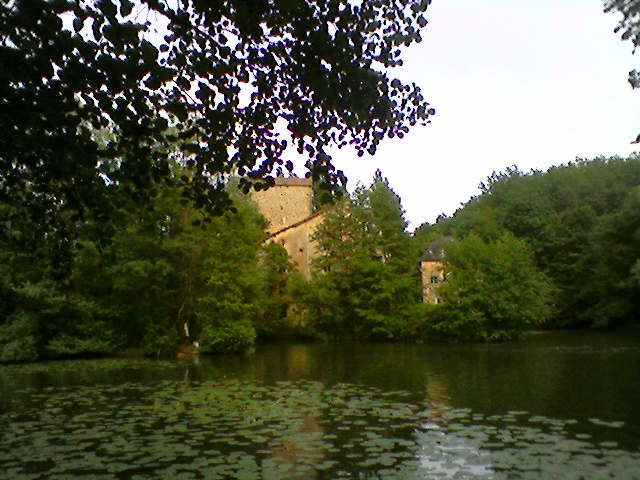
Sarthe dans le quartier Gallière au Nord du Mans.